# 1941 у літературі

## Нагороди

### США
- Пулітцерівська премія:
  - в категорії художній твір, написаний американським письменником — не присвоювалась
  - в категорії драматичний твір для театру — Роберт Шервуд, «Хай згине ніч»
  - в категорії поезія — Леонард Бейкон, Sunderland Capture

### Франція
- Гонкурівська премія — Анрі Пурра, «Березневий вітер»
- Премія Ренодо — Paul Mousset, Quand le temps travaillait pour nous
- Премія Феміна — не присуджувалась

## Книги

### Романи
- «Зло під сонцем» (англ. Evil Under the Sun), «Н або М?» (англ. N or M?) — детективні романи  Агати Крісті
- «Сама здивувалася» (англ. Herself Surprised) — роман Джойс Кері.
- «Справа про постійні самогубства» (англ. The Case of the Constant Suicides), «Смерть змінює все» (англ. Death Turns the Tables), «Побачити — значить повірити» (англ. Seeing is Believing) — детективні романи  Джона Діксона Карра (третій з них — під псевдонімом Картер Діксон)
- «Історія Чарльза Декстера Варда» — роман  Говарда Лавкрафта, одне з найбільших (за обсягом) його творів. Був вперше опублікований 1941 року.
- «Сліпуча пітьма» — роман Артура Кестлера. Вперше опубліковано 1941 року.

## Народились
- Народився російський письменник, поет та режисер Євген Харитонов.
- 19 березня — Флоранс Деле, французька письменниця.
- 5 липня — Лінлі Додд, новозеландська авторка дитячих книг й ілюстраторка.
- 2 серпня — Франсуа Веєрган, бельгійський письменник (помер у 2019).
- 8 серпня — Майк Філліпс, британський письменник гаянського походження.
- 9 жовтня — Жан-Жак Шуль, французький письменник і драматург.
- 23 грудня — Олів Сеніор, ямайська поетеса, прозаїкиня, авторка оповідань і публіцистичних творів.

## Померли
- 5 липня — Йогмая Неупане, непальська поетеса.